# Polițistul ghinionist
Polițistul ghinionist (titlul original: în franceză Inspecteur la Bavure) este un film de comedie polițistă francez, realizat în 1980 de regizorul Claude Zidi, protagoniști fiind actorii Coluche, Gérard Depardieu, Dominique Lavanant și Julien Guiomar.

## Rezumat
Tatăl lui Michel, Jules Clément, a murit în timpul unei arestări îndrăznețe a poliției din care făcea parte. Pe patul de moarte, fiul lui i-a promis că într-o zi va deveni și el polițist. Au trecut 20 de ani de atunci și Michel abia trece examenul pentru a deveni inspector de poliție. Pentru că este cel mai rău din an, trebuie să rămână la Paris. 
Marcel Watrin, care urmează să se pensioneze, îi este repartizat ca partener. După câteva dificultăți inițiale când Michel este confundat cu un criminal în prima sa zi de lucru și este bătut de noii săi colegi, începe în sfârșit munca de investigație. Pe lângă Watrin, în mașina de patrulare se află și jurnalista Marie-Anne Prossant, care vrea să scrie un reportaj despre munca bărbaților, pentru a-i demonstra tatălui ei, magnatul presei Louis Prossant, că poate realiza ceva fără el. Într-un magazin de antichități, Michel înregistrează furtul a două pistoale de duel valoroase, pe care puțin mai târziu le primește de la prietenii săi semi-criminali ca un cadou de debut în poliție. Michel aduce pistoalele înapoi la magazinul de antichități deghizat în tâlhar, unde atât vânzătoarea, cât și Marie-Anne îl recunosc. Cu toate acestea, imaginea surprinzător de pozitivă despre Michel se schimbă rapid din nou: toată poliția din Paris îl urmărește de ani de zile pe hoțul nebun Roger Morzini. Din întâmplare, îl surprind în timpul unui furt, dar nepăsarea lui Michel provoacă un accident care îi permite lui Morzini să scape. 
Morzini se ascunde și caută ajutor la Dr. Haquenbusch care să îi schimbe înfățișarea după cea a actorului Gérard Depardieu. După operație, îl ucide pe Haquenbusch. În timpul recuperării, vede un interviu la televiziune cu Marie-Anne în care ea îl descrie ca pe un bărbat tulburat mintal și insultă poliția ca fiind incompetentă. Morzini o sună pe Marie-Anne și o anunță că în curând va putea să se convingă singură de caracterul lui. Marie-Anne prezintă discuția telefonică la ziar ca subiect principal. Directorul de poliție Mottet ordonă ca Marie-Anne să fie filată în mod vizibil de cei mai incompetenți doi oameni din poliție. Dacă Morzini plănuiește să o răpească pe Marie-Anne din cauza unor noi provocări, o a doua echipă de experți ar trebui să asigure arestarea lui. Michel și Marcel sunt selectați pentru supraveghere vizibilă. Morzini, la rândul său, nu este recunoscut în noua sa înfățișare și intră în contact cu Michel, prezentându-se ca scriitorul de romane polițiste Antoine Collard. Michel se împrietenește cu el, dezvăluie informații privilegiate și în curând este suspectat că este o cârtiță în poliția care lucrează pentru Morzini. Când într-o zi Morzini este invitat la cină la Michel, el se preface că vrea să-i facă o farsă lui Marie-Anne ca parte a noului său roman de investigație, deoarece cu mici trucuri poate arăta ca Morzini. Michel ia parte la presupusa farsă, organizează o întâlnire secretă între Morzini și Marie-Anne și își păcălește colegii de poliție cu o păpușă Marie-Anne. Morzini, la rândul său, folosește timpul pentru a o duce pe Marie-Anne într-o vilă îzolată și a cere o răscumpărare de un miliard de franci de la tatăl ei.
Michel este arestat ca un complice al lui Morzini, echipat în secret cu un emițător și cu oarecare dificultate, convins să evadeze. Din întâmplare, observă că un emițător este cusut în haină și o dă unui cerșetor. Mama lui îi dă haine noi, iar Michel ia el însuși măsuri. Cu prietenii săi semi-criminali, o răpește pe mama lui Morzini și face fapta cunoscută la televizor. Morzini este supărat și vrea să fugă cu Marie-Anne, dar este oprit de Michel. Folosește un excavator pentru a distruge vila în care se ascunde Morzini și o salvează pe Marie-Anne cu ajutorul cupei excavatorului. Merge cu ea la un hotel unde organizează cu calm predarea banilor de răscumpărare ai lui Louis Prossant, pe care tocmai i-a obținut.

## Distribuție
- Coluche – inspectorul Michel Clément / comisarul Jules Clément (tatăl)
- Gérard Depardieu – Roger Morzini, inamicul public nr. 1
- Dominique Lavanant – Marie-Anne Prossant
- Julien Guiomar – Vermillot
- Alain Mottet – Dumeze
- François Perrot – Louis Prossant
- Jean Bouchaud – inspectorul Zingo
- Clément Harari – dr. Haquenbusch
- Philippe Khorsand – Alphonse Rouchard
- Martin Lamotte – inspectorul Gaffuri
- Dany Saval – anticara
- Hubert Deschamps – Marcel Watrin
- Marthe Villalonga – Marthe Clément
- Richard Anconina – Philou
- Féodor Atkine – Merlino
- Richard Bohringer – un polițist
- Jeanne Herviale – Denise Morzini
- Michel Puterflam – Gégé
- Louison Roblin – avocatul

## Producție
Personajul lui Roger Morzini este o pastișă a lui Jacques Mesrine, „inamicul public nr. 1” ucis de poliție cu un an înainte de lansarea filmului.

Cel al lui Louis Prossant, magnatul presei, interpretat de Francois Perrot, este liber inspirat de Robert Hersant.

## Coloana sonoră
Muzica filmului este compusă în întregime de Vladimir Cosma.
Compozitorul obișnuia adesea pentru a compune să se inspire din tendințele muzicale ale momentului. Astfel, genericul filmului, cu ritm ska și saxofon frenetic, amintesc direct de celebrul hit One Step Beyond al grupului englez Madness, pe atunci numărul 1 în mai multe țări.

## Lansare
Filmul „Polițistul ghinionist” a avut premiera în Franța pe data de 3 decembrie 1980.
În România premiera filmului a avut loc la data de 1 martie 1982 la „Sala Mică a Palatului” din capitală.